# Richard Throll
Richard Throll (* 18. Januar 1880 in München; † 12. März 1961 in München) war ein Maler und Designer. Sein Arbeitsschwerpunkt lag in der Gestaltung von Interieurs, für die er auch Möbel und Kunstwerke anfertigte.

## Wirken
Throll studierte ab 1901 an der Akademie der bildenden Künste München bei Rudolf von Seitz.
1905 entwarf er eine Villa an der Leonrodstraße 4 ½ in Traunstein, diese ist bis heute original erhalten. Von 1905 bis 1911 war er Lehrer an der Berchtesgadener Fachschule und anschließend Professor an den Technischen Lehranstalten in Offenbach. 1912 gestaltete er die Gemeinderäume der Evangelischen Kirchengemeinde Budenheim, die 2008 in den damaligen Zustand restauriert wurden. 1919 malte er die Offenbacher Synagoge aus und auch die farbigen Fenster und der Thoraschrein stammen von ihm. Anlässlich des Umbaus des Offenbacher Hauptbahnhofs 1923 bis 1927 malte er den neuen Wartesaal 1. und 2. Klasse mit dem Bahnhofsrestaurant aus. Für die Graphische Anstalt Wilhelm Gerstung in Offenbach entwarf er auch Weinetiketten.
In der Zeit des Nationalsozialismus war Throll obligatorisch Mitglied der Reichskammer der bildenden Künste.

## Schüler
- Peter Paul Etz
- Erich Martin
- Wilhelm Heidwolf Arnold
- Annemarie Freymann
- Adolf Bernd

## Teilnahme an Ausstellungen (unvollständig)
- 1934: Darmstadt („Deutsche Frühjahrsausstellung“)
- 1934: München, Neue Pinakothek („Süddeutsche Kunst in München“)
- 1937: München, Neue Pinakothek („Figur und Komposition im Bild und an der Wand“)
- 1949: Ravensburg ("Christliche Kunst der Gegenwart")